# 台灣考古遺址列表
台灣考古遺址列表中的內容，是台灣本島與周圍島嶼的史前時代考古遺址。一個遺址可能包含多個不同時期的考古文化。

## 臺灣史前時期年代史序

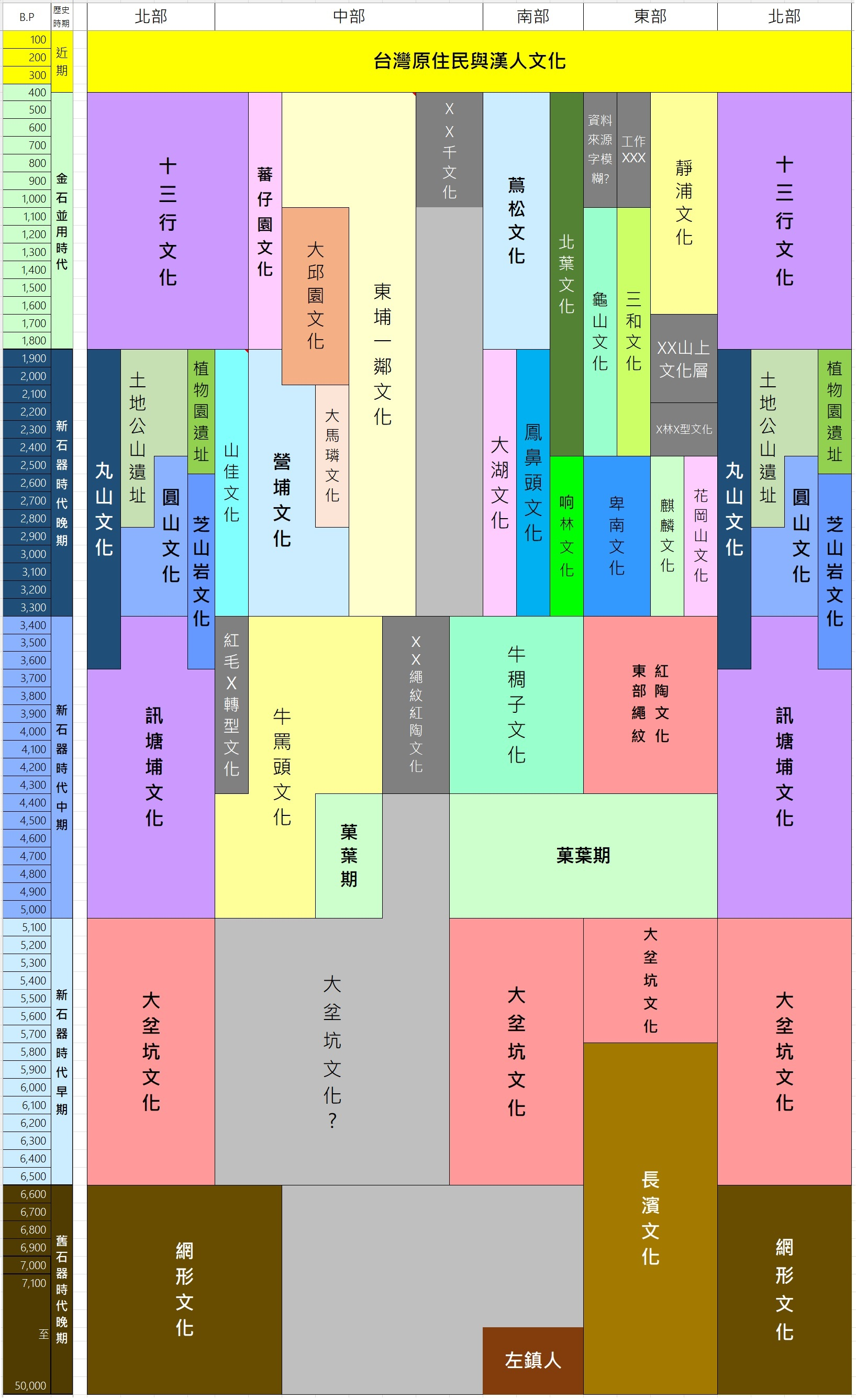
臺灣原代史（50,000年至100年）分類統計（翻製劉益昌教授講義圖稿）

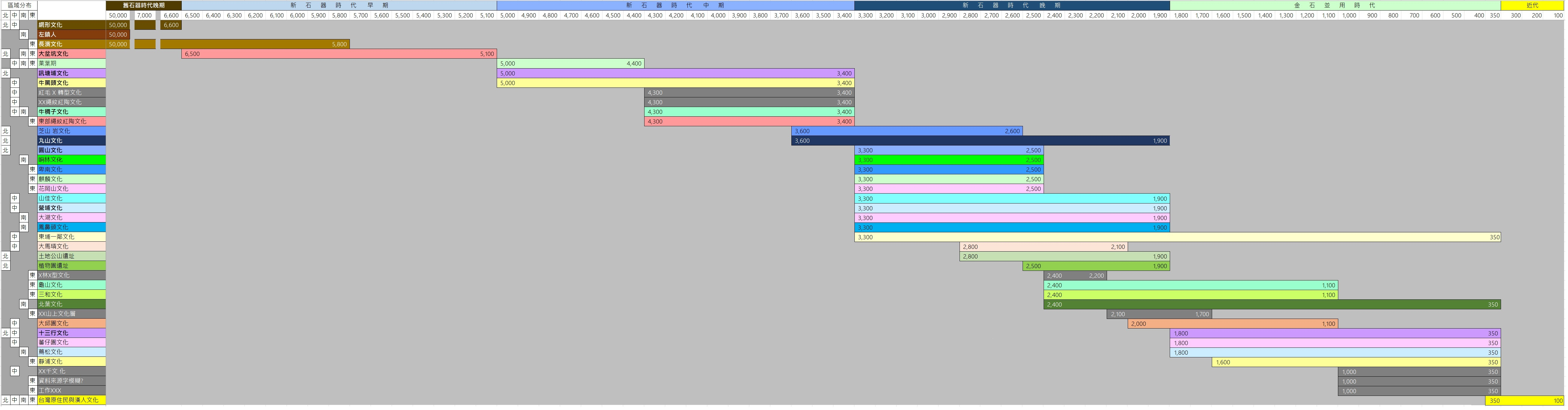
臺灣原代史（50,000年至100年）分類統計（翻製、整理劉益昌教授講義圖稿）

舊石器時代晚期（距今約5萬年至5,000年前，台灣時期自5萬年至6,500年間），以敲打石頭製成的石質工具為主。
臺灣代表有：圓山遺址：先陶文化（距今約6,000年前）
新石器时代（距今約1萬年至2,000多年前，台灣時期自6,500年至1,900年間），以磨製石器和製作陶器為主。
臺灣史前時期年代史（距今約6,500年至350年前）。

## 北部

### 基隆市
- 和平島B考古遺址（縣〈市〉定考古遺址－含諸聖教堂考古遺址，亦含史前貝塚及與相似十三行遺址出土的粗繩紋陶出處，最遠可追溯至4,000年前的訊塘埔文化遺留），位於和平島平一路、和一路處[1][2][3][4][5][6]。
- 大沙灣考古遺址（縣〈市〉定考古遺址），含新石器時代的訊塘埔文化、圓山文化、鐵器時代的十三行文化層。位於基隆市中正區[7]。

### 臺北市
- 圓山遺址（國定考古遺址－唯一以「碳十四年代測定」，並以地層堆積與絕對年代測定，確認各文化層年代指標），具先陶文化（舊石器時代晚期－距今6,000年）／大坌坑文化（距今約5,500年至4,500年－含粗繩紋陶文化層，或6,000年至5,000年間[8]）／訊塘埔文化（距今4,500至3,600年，或4,500年至3,500年間）／芝山岩文化（零星－距今3,600年至3,000年）／圓山文化（距今3,200年至2,300年，或3,200年至1,800年間）／植物園文化（距今2,500年至1,800年，或2,800年至1,800年間）／十三行文化（距今約1,000年以內，或1,800年至400年間）晚期。出土有貝塚、石、玉、陶、骨角、木器及墓葬等物。位於臺北市中山區。鄰近遺址有芝山岩遺址[9]。
- 芝山岩遺址（直轄市定考古遺址），具大坌坑文化（距今約5,500年至4,500年，或6,000年至5,000年間）／訊塘埔文化（距今4,500至3,600年，或4,500年至3,500年間）／芝山岩文化（距今3,600年至3,000年）／圓山文化（距今3,200年至2,300年，或3,200年至1,800年間）／植物園文化（距今2,500年至1,800年，或2,800年至1,800年間）／清漢人文化（距今380至100年）。位於臺北市士林區芝山岩附近。
- 水源校區遺址，含十三行文化層、清代農田及台灣日治時期建築地基。位於臺北市中正區新店溪岸邊。
- 植物園文化遺址（距今2,500年至1,800年，或2,800年至1,800年間）位於臺北市南海路與建國中學附近、淡水區油車口遺址及新北市樹林區狗蹄山、潭底等處。
- ，日治時代，日本研究者曾於基隆河南岸發現過，故推測其遺址應位於濱江街、民族東路一帶，隸屬十三行文化層。
- 大直遺址（地點已佚失），臺北市將部分資訊暫列為「未建檔遺址」。

### 新北市
- 大坌坑遺址（國定考古遺址），具多文化層堆積，包括大坌坑文化（距今7,000至5,000年間）、訊塘埔文化、圓山文化、植物園文化、十三行文化及近代漢文化等六文化層。位於新北市八里區楓櫃段、鄰近普查遺址 、十三行遺址[10]。
- 斬龍山遺址（直轄市定考古遺址），隸屬圓山文化土地公山遺址類型（距今約2,800年前至2,300年前），位於新北市土城區、鄰近普查遺址 ，斬龍山遺址[11]。
- 狗蹄山遺址（直轄市定考古遺址），隸屬植物園文化晚期階段（新北市新石器時代晚期，測定年代距今2,200年至1,800年）。位於新北市樹林區樹林國小西側，大安路以西坡地[12]。
- 土地公山遺址（直轄市定考古遺址），具訊塘埔文化，圓山文化晚期、植物園文化等三文化層。[13]。
- 十三行遺址（國定考古遺址），隸屬圓山文化、十三行文化、漢文化等三文化層。位於新北市八里區頂罟段，鄰近普查遺址 ，大坌坑遺址[14]。
- 營盤口遺址，具含新石器時代中、晚期之圓山文化層及植物園文化層（遺址可能遭受嚴重破壞）。此址位於新北市新莊區營盤里中正路附近[15]。
- 十八份遺址，此遺址位於新北市新莊區丹鳳里附近，向南延伸則為營盤口遺址。
- 頂埤角遺址，此遺址位於迴龍區域（乃新北市新莊區、樹林區與桃園市龜山區三行政區交界之區域地名，舊名為塔寮坑）[16]。

### 桃園市
- 大園尖山遺址（直轄市定考古遺址），隸屬圓山文化晚期、植物園文化等二文化層。位於桃園市大園區東園段，鄰近普查遺址[17]。
- 虎頭山公園遺址，推論隸屬植物園文化層（推論距今2,800年間） [18][19]。此遺址位於桃園市桃園區虎頭山公園兒童樂園區域。
- 過溪遺址（地點已佚失及遭改建民房破壞），推論為新石器時代早期或中期（距今5,000至3,000年間），此遺址位於桃園市龜山區區域。
- 榕樹下遺址，此遺址位於桃園市新屋區[20]。
- 草漯遺址（又稱：青山遺址），此遺址位於桃園市觀音區樹林國小前波地處 [21][22]。
- 塔腳遺址，此遺址位於桃園市觀音區塔腳里區域。
- 高義遺址，曾出土石製網墜、紡輪、石錛、砥石、凹石、石斧、石鋤等物，此遺址位於桃園市大漢溪上游河谷（復興區高義教會）附近區域。

### 新竹縣市
- 南港遺址，出土遺物有陶器碎片與貝殼殘骸等物，此遺址位於新竹市香山區南港里附近區域[23]。
- 紅毛港遺址，推估隸屬新石器時代中期（與中部之牛罵頭文化相近－距今4,000年至3,000年間）。出土遺物有紅、褐、淡褐色等的繩紋夾沙陶及石斧、石鋤、石錛、邊刃刮削器、凹石等石器。紅毛港類型位置主要分布起自桃園市觀音區終至苗栗縣後龍溪口止（例：桃園市新屋之榕樹下遺址、新竹縣新豐鄉之紅毛港遺址、苗栗縣後龍鎮白沙屯之過港遺址及造橋鄉之談文湖遺址）之海岸地帶[24][25] 。
- 南山遺址
- 東光遺址
- 內立遺址

## 中部

### 苗栗縣
- 伯公壟遺址（中、北部舊石器時代晚期，又稱網形遺址，出自劉益昌1989年的〈史前時代台灣與華南關係初探〉[26]）
- 苑裡遺址：苑裡鎮苑東
- 後龍底遺址：後龍鎮龍坑
- 新港遺址
- 山佳遺址：竹南鎮

### 台中市
- 番仔園遺址，具墓葬行為（與卑南遺址文化類似），曾發現鐵刀。以陶器（印紋灰黑陶）為主，石器較少，有貝塚、骨角器、玻璃手鐲、玻璃珠、瑪瑙珠的出土。（距今約1,500年前）。位海線鐵路東側（高約海拔100公尺）。
- 營埔遺址，於1999年8月23日至10月18日試發掘，出土有陶器、玉玦、石器等物。位於臺中市大肚區營埔里，大肚溪支流（烏溪）北岸河階上（海拔高約23至25公尺）[27]，
- 牛罵頭遺址（直轄市定考古遺址），具農耕、漁撈、狩獵。墓葬行為。為多文化層遺址，含史前時期牛罵頭文化（距今4,500至3,400年）和營埔文化層，亦出現大坌坑文化及番仔園文化遺物。位於臺中市清水區鰲峰山公園[28]。
- 七家灣遺址（直轄市定考古遺址），具農耕、漁撈、狩獵。墓葬行為。出土器有石板棺、火塘、墓葬。灰黑陶、橙細砂陶、泥質陶、刃石器（斧、鋤、鏃、錛、鑿）、陶偶、紡輪、槽石棒、磨製網墜、鐵器、玉器、圓盤、玻璃器。為多文化層遺址，下文化層隸屬新石器時代中期到晚期（距今4,300至2,600年左右）間，上文化層分布屬於金屬器及金石並用時代晚期文化（距今約1,200年內、延續至400年前）。位於臺中市和平區武陵段、鄰近列冊遺址（七家灣Ⅱ遺址）[29]。
- 志樂溪遺址，雪山西稜登山步道沿途分布的石屋群構造遺址群，分布在雪山一號圈谷下黑森林內、翠池、雪山西峰東南坡志樂溪源頭、火石山等地，為台灣目前已發現海拔最高之遺址。距今658至550年左右，屬金屬器時代晚期，與主要分布於大甲溪中上游的谷關文化有關。[30]
- 惠來遺址（直轄市定考古遺址），隸屬牛罵頭文化、營埔文化、番仔園文化等三文化層。（距今3,600至100年），位於臺中市西屯區惠民段[31]。
- 清水中社遺址（直轄市定考古遺址），隸屬番仔園文化層。位於臺中市清水區信義新村眷舍區，鄰近牛罵頭遺址及社口遺址[32]。
- 安和遺址（直轄市定考古遺址），隸屬新石器時代之大坌坑文化、牛罵頭文化及漢人文化等三文化層。位於西屯區福和段[33]。
- 麻糍埔遺址（直轄市定考古遺址），豐富的史前遺留，隸屬牛罵頭、營埔及番仔園等三文化層。位於南屯區鎮平里及豐樂里[34]。
- 西大墩遺址（直轄市定考古遺址），隸屬牛罵頭文化（距今4,250至3,880年前）、番仔園文化層（距今1,740至1,300年前）、漢人文化時期（距今約300至60年前）等三文化層。推測為筏子溪側牛罵頭時期之政治或信仰中心。位於臺中市西屯區福德段[35]。

### 彰化縣
- 牛埔遺址（縣〈市〉定考古遺址），隸屬牛罵頭文化、營埔文化層等二文化層。位於彰化市台鳳段（聯興國小棒球場及自然生態教學園區），鄰近普查遺址 ，快官、上快官、石碑里、福田里、八卦山、培元中學普查遺址[36]。
- 八卦山遺址
- 上快官遺址，此處遺址隸屬營埔文化層。位於快官里南境，為八卦臺地山麓帶。
- 快官遺址，與上快官遺址文化層有共同點，位於快官里東境，為八卦臺地山麓帶。
- 石牌里遺址

### 雲林縣
- 大坪頂遺址 (古坑)（縣〈市〉定考古遺址），遺址具繩紋陶及營埔式灰黑陶二層文化層之原始堆積。推論隸屬繩紋紅陶文化、營埔文化等二文化層（文化層斷面不明顯）。位於雲林縣古坑鄉棋盤厝段[37]。
- 古笨港遺址（縣〈市〉定考古遺址），隸屬清代漢人文化層（遺物年代屬清代晚期，偶現少許日治時期遺物）。位於雲林縣北港溪，西至堤防，東至縣境內[38]。
- 雲林崁頂遺址
- 崁頂遺址：崙背鄉豐榮村[39]
- 豐榮遺址：崙背鄉豐榮村
- 雷厝遺址：麥寮鄉雷厝村[40]
- 施厝寮遺址：麥寮鄉施厝村[41]

### 南投縣
- 曲冰遺址（國定考古遺址），隸屬新石器時代中期至金屬器時代，為大馬璘文化（水蛙窟(堀)、大馬璘、曲冰晚期）類型，曲冰人於（2,700年至1,000年前）即移居此地。位於南投縣仁愛鄉萬豐村河階地上[42]。
- 水蛙窟考古遺址（縣〈市〉定考古遺址），遺址佔據的年代大抵距今在3,600–2,400年之間，為一處大型聚落及室內墓地。位於埔里鎮史港坑段，或鄰近普查遺址，大馬璘遺址[43]。
- 大馬璘考古遺址（縣〈市〉定考古遺址），保留了大馬璘文化之完整地層。位於埔里鎮大馬璘段，或鄰近普查遺址 ，水蛙窟遺址[44]。
- 覆鼎金考古遺址（縣〈市〉定考古遺址）。
- 草鞋墩遺址，出土許多原住民文化之陶片、石刀、石斧、石鏃等物，經檢測距今約4,000年前。位於南投縣草屯鎮敦和里。
- 東埔一鄰遺址，遺址位居於南投縣信義鄉東浦村（玉山國家公園西北園區東埔地區。又稱東光部落，早期為布農族獵場）。遺址年代距今1,000年至清朝年間。於1987年2月至12月試挖掘[45][46]。發現二類型文化層，一為漢人文化層（出土有青花瓷、漢民硬陶、清代錢幣等物）。一為史前文化層，出土陶片多數為素面紅褐色夾砂陶，及少數打製斧鋤形石器等物。依據碳14測定，年代距今1.000年間。

## 南部

### 嘉義地區

#### 平原地區
鹿野忠雄四處遺址(1942年)
- 太保市魚寮遺址（縣〈市〉定考古遺址），下層遺存，新石器時代中期，素面陶文化、繩紋紅陶文化、牛稠子文化類型（年代距今4,500年至3,500年）。上層遺存，新石器時代晚期，魚寮類型（年代距今2,000年）。位於太保市白鴿厝段白鴿厝小段（魚寮聚落旁200公尺）[48]。
- 白鴿厝遺址(地點已佚失)
- 水上遺址(地點已佚失)
- 柴頭港遺址(地點已佚失)
- 新港鄉牛斗山遺址(新石器時代中期，年代距今4,500年至3,500年)
- 水上鄉下庄尾遺址(金屬器時代，「東原類型」，年代距今2,000年至400年，或1,500年至300年)
- 大葛遺址(朴子市大葛里)(數量稀少，不具保存價值)

#### 丘陵地區
- 曾文溪地區各遺址(新石器時代晚期，年代距今3,000年至2,000年)
- 竹崎鄉王公園遺址(新石器時代晚期，「王公園類型」，年代距今3,000年至2000年)
- 竹崎鄉火炭埔子遺址(金屬器時代，「東原類型」，年代距今2,000年至400年，或1,500年至300年)
- 大埔鄉嘉義農場遺址（新石器時代晚期，「鹿陶類型」，距今3,000年至2,000年）
- 大埔鄉大埔村遺址（新石器時代晚期，「鹿陶類型」，距今3,000年至2,000年）
- 番路鄉半天巖遺址（新石器時代晚期，距今3,000年至2,000年）

#### 阿里山地區
伊吉亞那(Yingiana)下層文化（新石器時代中期，距今約3,800年）
。
伊吉亞那(Yingiana)上層文化（新石器時代晚期至金屬器時代，距今約3,000年至200年
- 伊吉亞那(Yingiana)遺址(達邦村)
- 知母嘮社(Tfuya)遺址(達邦村)
- Tamayana遺址
- Taipicana之1號遺址(茶山村)
- 瓦伊窩(Veiyo)遺址(樂野村)
- Teova遺址(達邦村)
- 達邦社(Daban)遺址(達邦村)
- 尼雅后薩(Niahosa)遺址(新美村)
- Cayam-avana遺址(茶山村)
- 耶比亞畢(Epiapi)遺址(新美村)
- Tatapancou遺址
- 達布特安遺址
- Beiyo遺址
- 悖仔社遺址
- 里佳（Nia-e'utsna）遺址
- 竹腳社（Ptso'ptso'pkn）遺址
- 伊姆諸(Imutsu)遺址

### 台南地區

#### 新營區
- 後鎮遺址
- 新營·過港遺址
- 菜寮I遺址
- 菜寮II遺址

#### 鹽水區
- 鹽水港遺址
- 番子寮遺址
- 後寮遺址
- 鹽水·番子寮遺址
- 鹽水·土庫遺址

#### 白河區
- 新厝遺址
- 下秀祐遺址
- 匏子園遺址
- 西勢尾遺址
- 客庄內遺址
- 白河·大浦遺址
- 頂山子腳遺址
- 橋頭遺址
- 上茄苳遺址
- 白河水庫壩頂遺址
- 白河水庫遺址
- 林子內遺址
- 岩前遺址
- 白河·檨子坑遺址
- 頂埔遺址
- 崁子頭遺址

#### 柳營區
- 八老爺遺址
- 龜子港遺址
- 溫厝廍遺址
- 小腳腿遺址
- 五軍營遺址
- 頂窩遺址
- 太康遺址
- 果毅後遺址

#### 後壁區
- 菁寮II遺址
- 後壁·魚寮遺址
- 後壁·白沙屯遺址
- 寮子遺址
- 後壁·烏樹林遺址
- 下寮遺址
- 竹圍後遺址
- 上茄苳遺址

#### 東山區
- 東山·木柵I遺址
- 東山·木柵II遺址
- 東山·木柵III遺址
- 東山·舊社遺址
- 番社遺址
- 凹子腳遺址
- 許秀才遺址
- 北馬遺址
- 牛稠埔I遺址
- 牛稠埔II遺址
- 枋子林遺址
- 吉貝耍遺址
- 坪園子遺址
- 牛肉崎遺址
- 東原遺址

#### 麻豆區
- 麻豆水堀頭遺址（直轄市定考古遺址）。
- 前班遺址
- 西寮遺址

#### 下營區
- 火燒珠遺址
- 麻豆寮遺址

- 下營·上帝廟遺址
- 右武衛遺址
- 橋南遺址
- 西寮遺址
- 茅港尾遺址
- 下營·大港遺址
- 開化遺址

#### 六甲區
- 六甲·中社遺址
- 菁埔寮遺址
- 水漆林遺址
- 九重橋遺址
- 大丘園遺址
- 六甲·嶺頂遺址

#### 官田區
- 隆田車站遺址
- 官田村遺址
- 三結義I遺址
- 三結義II遺址
- 番子田碑遺址
- 南廍遺址
- 老師園遺址
- 官田營區遺址
- 國母山遺址
- 水雉復育區遺址
- 大松崎遺址
- 拔子林遺址
- 渡子頭I遺址
- 渡子頭II遺址
- 渡子頭III遺址
- 鳳梨山遺址
- 新中營區遺址
- 烏山頭遺址
- 烏山頭西遺址
- 烏山頭水庫遺址

#### 大內區
- 大內遺址
- 二重溪遺址
- 頭社遺址

#### 山上區
- 山上遺址
- 大莊遺址
- 新庄遺址
- 新庄II遺址
- 牛稠埔遺址
- 石子崎遺址
- 山上·隙仔口遺址
- 卓猴遺址

#### 玉井區
- 玉井橋遺址
- 噍吧哖遺址
- 玉井·山腳遺址
- 鹿陶遺址
- 內宵遺址
- 厝尾遺址
- 望明遺址
- 芒子芒I遺址
- 芒子芒II遺址
- 沙子田遺址
- 番子埤遺址
- 斗六子舊社遺址

#### 楠西區
- 楠西遺址
- 楠西國小遺址
- 楠西國中遺址
- 內埔仔遺址
- 灣丘遺址
- 灣潭遺址
- 王萊宅遺址
- 照興遺址
- 楠西·圓山遺址
- 密枝遺址
- 楠西·檨子坑遺址
- 興北遺址
- 頂湖遺址
- 兩奶山遺址
- 盧芝潭遺址
- 濺尿仔遺址
- 大林遺址

#### 南化區
- 下牛埔遺址
- 下牛埔II遺址
- 四埔遺址
- 南寮遺址
- 南寮II遺址
- 南寮III遺址
- 春厝埔遺址
- 蘇貞埔遺址
- 望頂遺址
- 鹽水坑遺址
- 下頭仔遺址
- 南仔腳遺址
- 柚仔腳遺址
- 楓仔坪遺址
- 龜子頭遺址
- 南化·灣丘遺址
- 過嶺遺址
- 大條埔遺址

#### 左鎮區
- 菜寮溪遺址
- 睦光遺址
- 光和遺址

#### 佳里區
- 北頭洋遺址
- 佳通橋遺址
- 佳龍橋遺址
- 外渡頭遺址
- 港墘子遺址

#### 西港區
- 西港·土庫遺址
- 西港·港東遺址
- 佳中橋遺址

#### 七股區
- 番子塭遺址
- 鹽埕地遺址

#### 善化區
- 善化農會遺址
- 北仔店遺址
- 善化·社內遺址
- 溪尾遺址
- 曾文遺址
- 座駕遺址
- 和庄遺址
- 善化·蓮池潭遺址
- 半路店遺址
- 大洲里埔遺址
- 益民寮遺址
- 益民寮II遺址
- 火光頭遺址
- 旗竿地遺址
- 旗竿地北遺址
- 柑港遺址
- 木柵北遺址
- 南關里遺址
- 南關里東遺址（直轄市定考古遺址）。
- 三抱竹遺址
- 善化·左營遺址
- 灣港南遺址
- 右先方遺址（直轄市定考古遺址）。
- 右先方南I遺址
- 右先方南II遺址
- 月眉園遺址

#### 新市區
- 南科考古遺址（泛指南科地區發現的遺址），含：
  - 道爺古墓（直轄市定考古遺址），墓碑佚失，無法確認其建立確切年代，惟伴隨之銅錢(萬曆、康熙通寶)及鄰近文化遺留判斷，應屬清代。位於臺南市新市區道爺段，鄰近普查遺址，道爺遺址[52]。
  - 道爺南糖廍遺址（直轄市定考古遺址），糖廍隸屬臨時建築，製糖時節後即予以拆除，發掘過程中並未發現有足以斷定確切年代之證據，惟伴隨出土之遺物中見厚胎安平壺等屬於清領初期至清領中期之遺物，初步判斷年代約在18世紀左右。道爺南遺址位居道爺遺址南側，文化層有大湖文化、蔦松文化、近代漢人文化。位於臺南市新市區道爺段，鄰近普查遺址 ，道爺南遺址[53]。
  - 南關里東及右先方遺址（直轄市定考古遺址），南關里東遺址，隸屬大坌坑文化菓葉類型（約4,800年至4,200年間），右先方遺址，隸屬牛稠子文化牛稠子類型（約3,800年至3,300年間）、蔦松文化鞍子類型約（1,800年至1,400年間）。位於善化區善科段，鄰近普查遺址 、南關里遺址、右先方南壹遺址 [54]。
  - 五間厝南遺址（直轄市定考古遺址），大湖文化烏山頭類型（約2,800年至2,000年間）、蔦松文化鞍子類型（約1,400年至1,000年間）、西拉雅文化類型（約500年至300年間）。位於新市區新科段，鄰近普查遺址 ，五間厝遺址[55]。
  - 新市．木柵遺址（直轄市定考古遺址），隸屬近代漢人文化類型。位於新市區新科段，鄰近普查遺址 ，木柵西遺址、柑港遺址[56]。
  - 旗竿地遺址（直轄市定考古遺址），隸屬大湖文化烏山頭類型、蔦松文化蔦松晚期類型、近代漢人文化。位於新市區新晶段，鄰近普查遺址 ，旗竿地東遺址[57]。
  - 瘦砂遺址（直轄市定考古遺址），具三層史前文化遺留堆積，上文化層屬蔦松文化鞍子類型，中層為大湖文化烏山頭類型，下層屬大湖文化大湖類型。位於新市區新晶段，鄰近普查遺址 ，道爺遺址.道爺南遺址[58]。

#### 安定區
- 看西遺址
- 港仔尾遺址
- 船頭地遺址
- 鄭拐北遺址
- 牛尿港遺址
- 牛尿港北遺址
- 牛尿港西遺址
- 蘇厝遺址
- 大道公營遺址
- 三寶埤遺址
- 三寶埤南遺址
- 灣港遺址

#### 仁德區
- 牛稠子遺址
- 十三甲遺址
- 虎山遺址
- 山甲東遺址
- 中洲遺址
- 德崙遺址
- 狗肉遺址
- 清風莊遺址
- 崁腳遺址

#### 歸仁區
- 歸仁窯遺址
- 媽廟遺址
- 大昌橋遺址
- 豐德橋遺址
- 刣豬厝遺址
- 武東遺址
- 八甲遺址
- 大潭遺址
- 大潭II遺址
- 林子邊I遺址
- 林子邊II遺址
- 大嶺遺址
- 南沙崙農場遺址

#### 關廟區
- 八甲遺址
- 五甲遺址
- 埤子頭遺址
- 下湖遺址
- 湖子內遺址
- 牛稠後遺址
- 許厝湖遺址
- 新埔遺址
- 刣牛窩遺址

#### 永康區
- 聖功女中遺址
- 蔦松遺址
- 六甲頂遺址
- 三本木高地東遺址
- 網寮遺址（永康公園內）
- 網寮II遺址
- 後田遺址

#### 東區
- 竹園町遺址（台南一中附近）

- 東門外遺址
- 竹篙厝遺址

#### 南區
- 桶盤淺A遺址
- 桶盤淺B遺址
- 芭蕉腳遺址
- 鞍子遺址

#### 北區
- 三分子日軍射擊場遺址（直轄市定考古遺址）。
- 聖功女中遺址
- 三本木高地遺址

#### 中西區
- 郵政局遺址

### 高雄地區
- 後勁遺址

高雄古代遺址分布圖

- 左營舊城遺址（直轄市定考古遺址），具二大階段文化層，其中史前時期可能包含大坌坑文化晚期與牛稠子文化，並出土鳳鼻頭文化遺物，歷史時期則以清代後期的文化遺物為主[59]。
- 內惟﹝小溪貝塚﹞考古遺址（直轄市定考古遺址），此區具史前貝塚遺跡遺址，且為原住民平埔族馬卡道族打狗社民族生活空間。位於壽山國家自然公園內[60]。
- 東沙考古遺址（直轄市定考古遺址），為十八世紀晚期至十九世紀-清朝中晚期遺址。位於東沙群島，東沙島潟湖中段[61]。
- 萬山岩雕群考古遺址（國定考古遺址），萬山岩雕為原住民原始藝術遺跡，發現者依露天石刻早於原住民石板屋內木雕，參酌刻紋、圖騰風格變遷，推估岩雕約有500年到1,600年歷史。位於高雄市茂林區萬頭蘭山區[62]。
- 鳳鼻頭遺址 (中坑門遺址)（國定考古遺址），（新石器時代早期），具大坌坑、牛稠子、大湖和蔦松文化等四文化層，位於高雄市林園區中坑門聚落北側約350公尺處[63]。
- 龍泉寺遺址
- 覆鼎金遺址
- 二苓遺址
- 後庄遺址
- 福德爺廟遺址
- 拷潭遺址
- 六和遺址（新石器時代早期）
- 陳厝巷遺址
- 董宅遺址（新石器時代早期）
- 大坪頂遺址 (高雄)
- 甲高地遺址
- 鳳山水庫遺址
- 潭頭遺址
- 清水岩遺址
- 天明園遺址
- 林家村遺址

- 灰窯遺址 (石灰窯遺址)

### 屏東地區
| - 船帆石遺址 - 雞仔頭遺址 - 番仔洞遺址 - 番仔菜園遺址 - 恆春‧大邱園遺址 - 香蕉灣遺址 - 後壁湖遺址 - 紅柴坑遺址 - 古山宮遺址 - 墾丁遺址 - 龜子角遺址 - 墾丁國小遺址 - 龍坑遺址 - 馬鞍山遺址 - 牛寮遺址 - 鵝鸞鼻I遺址 - 鵝鑾鼻II遺址 - 鵝鑾鼻III遺址 - 檳榔腳I遺址 - 檳榔腳II遺址 - 白沙遺址 - 白石仔遺址 - 石珠遺址 - 社頂遺址 - 山海遺址 - 水坑遺址 - 砂島遺址 - 小灣遺址 | - 頂茄湖遺址 - 頂白沙遺址 - 田仔遺址 - 頂頭溝遺址 - 潭子灣遺址 - 大圓山遺址 - 萬里路遺址 - 萬里桐遺址 - 圓山灣遺址 - 下廍遺址 - 大津遺址 - 大路關遺址 - 涼山遺址 - 北葉I遺址 - 北葉II遺址 - 上北葉遺址 - 石頭營盤史遺址 - 番仔厝遺址 - 山豬溝遺址 - 大寮遺址 - 天台遺址 - 烏鬼洞遺址 - 猴仙洞遺址 - 下水堀遺址 - 龜山遺址 - 落林遺址 - 上後灣遺址 - 出泉遺址 | - 佳洛水遺址 - 豬朥束山遺址 - 溪內遺址 - 茶山路遺址 - 橋頭路遺址 - 加都魯舊社遺址 - 福林路遺址 - 下分水嶺遺址 - 響林遺址 - 後壁山I遺址 - 後壁山II遺址 - 溪仔口遺址 - 溪仔口‧溪頭遺址 - 榕坑遺址 - 港墘遺址 - 港口路遺址 - 老佛遺址 - 鹿寮溪遺址 - 里德I遺址 - 里德II遺址 - 南仁山遺址 - 埤亦山遺址 - 山頂I遺址 - 山頂II遺址 - 烏加烏遺址 - 萬里得山舊社遺址 - 萬得路遺址 - Chula遺址 | - 伊拉對岸階地遺址 - 三地‧青山遺址 - Balaliulu遺址 - 好茶遺址 - 好茶舊社遺址 - 華容遺址 - 伊拉遺址 - 筏灣遺址 - 高燕I（Padain I）舊社遺址 - 高燕II（Padain II）舊社遺址 - 射鹿遺址 - A-tsingatsan舊社遺址 - Chianamis歷史遺址 - Dondi舊社遺址 - Dadilidan舊社遺址 - 高見舊社遺址 - 來義舊社遺址 - Ovol舊社遺址 - 埔姜山遺址 - 丹林舊社遺址 - 文樂舊社遺址 - 望嘉舊社遺址 - 古樓舊社遺址 - 白鷺舊社遺址 - 內文舊社遺址 - 七佳舊社遺址 - 力里舊社遺址 - 歸崇舊社遺址 |

## 東部

### 宜蘭縣
- Blihun漢本考古遺址（國定考古遺址），隸屬金屬器時代晚期十三行文化普洛灣類型，文化層堆積連續1,000年以上，亦具完整度極高之聚落型態。位於南澳鄉澳花段（蘇花改公路谷風隧道南口）[64]。
- 丸山遺址（國定考古遺址），隸屬宜蘭新石器時代晚期的代表遺址。論述臺灣東北地區新石器時代中期進入晚期的線索。位於宜蘭縣冬山鄉丸山村與八寶村間的丸山小丘[65]。
- 宜蘭農校遺址
- 淇武蘭遺址
- 大竹圍遺址

### 花蓮縣

#### 秀林鄉
- 富世遺址（縣〈市〉定考古遺址），又名太魯閣遺址、立霧高地遺址，有兩層不同的文化層，上層為約一千二百年前的十三行文化普洛灣類型，下層為約二、三千年前麒麟文化、卑南文化的混合文化相。具巨石文化北遷以及十三行文化南移等南北文化匯流之文化相。位於秀林鄉富世村[66]。
- 崇德遺址（列冊考古遺址），位於秀林鄉。

#### 花蓮市
- 花岡山考古遺址（列冊考古遺址），位於花蓮市。
- 德興考古遺址（列冊考古遺址），位於花蓮市。

#### 吉安鄉
- 七腳川考古遺址（列冊考古遺址），位於吉安鄉。

#### 壽豐鄉
- 大坑考古遺址（列冊考古遺址），位於壽豐鄉。
- 嶺頂考古遺址（列冊考古遺址），位於壽豐鄉。
- 水璉考古遺址（列冊考古遺址），位於壽豐鄉。
- 水璉V考古遺址（列冊考古遺址），位於壽豐鄉。

#### 萬榮鄉
- 支亞干（萬榮．平林）遺址（縣〈市〉定及列冊考古遺址），隸屬東部繩紋紅陶文化、花岡山文化平林類型，為新石器時代全台唯一大型玉器製造中心遺址，罕見於台灣、東亞與東南亞地區，具備國定遺址的價值，此遺址所構成的玉器製作體系在距今4,500年至1,500年（花蓮區域隸屬花岡山文化，距今3,300年至2,200年）之間。位於花蓮縣萬榮鄉西林村西林段，鄰近列冊遺址 ，萬榮‧平林遺址[67][68]。

#### 光復鄉
- 太巴塱考古遺址（列冊考古遺址），位於光復鄉。

#### 豐濱鄉
- 豐濱、宮下考古遺址（列冊考古遺址），位於豐濱鄉。
- 港口考古遺址（列冊考古遺址），位於豐濱鄉。
- 貓公考古遺址（列冊考古遺址），位於豐濱鄉。
- 靜浦考古遺址（列冊考古遺址），位於豐濱鄉。
- 新社考古遺址（列冊考古遺址），位於豐濱鄉。

#### 瑞穗鄉
- Satokoay（舞鶴）遺址（縣〈市〉定考古遺址），其出土陶器:隸屬卑南文化：為橙紅色夾粗砂陶。遺址上豎立之石柱為為全台最大者（柱高613公分），所具遺址結構極具學術價值，石柱的側面可見許多人為鑿孔，為史前打石技術遺留跡象。位於花蓮縣瑞穗鄉舞鶴村，鄰近普查遺址 ，馬立雲遺址[69]。

#### 富里鄉
- 公埔遺址（縣〈市〉定考古遺址），隸屬花蓮縱谷南段卑南文化代表性遺址，並立有板岩石壁結構遺跡，為重要性遺址。位於花蓮縣富里鄉石牌村[70]。

### 台東縣

#### 長濱鄉
- 八仙洞遺址（國定考古遺址），隸屬長濱文化、富山文化等二文化層。位於八仙洞風景區所在。鄰近普查遺址 ，大壩來、樟原第一、樟原第二遺址[71]。位於台東縣長濱鄉。

#### 東河鄉
- 都蘭遺址（縣〈市〉定考古遺址），隸屬史前文化層含繩紋陶文化、卑南文化、麒麟文化（巨石文化）、阿美文化等。位於台東縣東河鄉都蘭村，沿都蘭產業道路往西約1公里處，先抵「岩棺區」；再往西約300公尺則為「石壁區」，鄰近列冊遺址，八仙洞遺址[72]。
- 小馬遺址，位於東河鄉。

#### 卑南鄉
- 巴蘭遺址（縣〈市〉定考古遺址），隸屬花東縱谷巨石文化層。位於台東縣卑南鄉初鹿村，海拔約600公尺山麓，鄰近普查遺址 ，老番社遺址[73]。

#### 台東市
- 卑南遺址（國定考古遺址），隸屬大坌坑文化、富山文化、卑南文化等三文化層。位於台東縣台東市石壁段，鄰近普查遺址 ，台東鯉魚山遺址[74]。位於台東縣台東市。
- 鯉魚山遺址，位於台東市旁。
- 貓山遺址，位於台東市旁。

#### 太麻里鄉
- 舊香蘭遺址（縣〈市〉定考古遺址），應屬鐵器時代三和文化層（出土文有1.帶百步蛇紋飾器物：已出現近代排灣族、魯凱族的常用的百步蛇紋飾風格。2.文化層堆積中的玻璃質與鐵質標本：大量的玻璃質與鐵質標本出現在文化堆積當中。3.金屬器鑄造模具：文化層的堆積中出現44件以砂岩雕成的模具），位於太麻里鄉蘭里段，鄰近列冊遺址 ，卑南遺址[75]。

- 麻竹嶺遺址
- 白桑安遺址
- 樟原遺址
- 麒麟遺址
- 老番社遺址

## 台灣海峽

### 澎湖群島
- 七美史前石器製造場考古遺址群（縣〈市〉定考古遺址）。考古遺址距今4,000多至3,000多年前，七美島出現多處玄武岩打石場，並將初步打製的石材運送至台灣南部。採石、製造、生活運用、產業運輸，形成澎湖群島與台灣南部的共同史前文化分佈圖。位於七美鄉[76]。

### 金門
- 金龜山遺址，位於金沙鎮西園里。
- 浦邊遺址，位於金沙鎮浦山里。
- 後豐港史前遺址
- 西湖遺址
- 後頭遺址
- 復國墩遺址，位於金湖鎮溪湖里。
- 小金門青歧遺址

### 馬祖
- 熾坪隴遺址（縣〈市〉定考古遺址），隸屬曇石山下層類型/曇石山文化類型/歷史時代早期類型（距今約6,000年前）及宋、元時代的青瓷片。是沙丘與貝丘的混合性遺址。位於莒光鄉大坪村大坪段[77]。
- 亮島島尾遺址（國定及縣〈市〉定考古遺址），位於北竿鄉亮島島尾[78]。
- 塘歧遺址
- 福沃遺址
- 蔡園裡遺址

## 外部連結
1. ↑  和平島考古重大發現 挖出粗繩紋陶等文物 （页面存档备份，存于）沈如峰 中央社 2019-05-10
2. ↑  和平島遺址探勘成果豐 通過指定為市定遺址原視新聞 原文會 2020-08-05
3. ↑  和平島B考古遺址 （页面存档备份，存于）基隆市文化局 國家文化資產
4. ↑  揭和平島400年之謎 再啟考古挖掘聖薩爾瓦多城 （页面存档备份，存于）王朝鈺 中央社 2021-02-17
5. ↑  和平島考古遺址（諸聖教堂） （页面存档备份，存于）基隆旅遊網
6. ↑  深埋地底300年 西班牙教堂重見天日 （页面存档备份，存于）范揚光 中國時報（翻報） 2020-02-11
7. ↑  大沙灣考古遺址 （页面存档备份，存于）基隆市文化局 國家文化資產
8. ↑  文化調查／台北市中山區金泰24-1建地環境影響評估工作-文化古蹟遺址調查報告 （页面存档备份，存于）劉益昌／陳仲玉／陳光祖等 2004（李坤修 2008）
9. ↑  圓山考古遺址 （页面存档备份，存于）文化部文化資產局 國家文化資產
10. ↑  大坌坑考古遺址 （页面存档备份，存于）文化部文化資產局 國家文化資產
11. ↑  斬龍山考古遺址 （页面存档备份，存于）新北市政府文化局 國家文化資產
12. ↑  狗蹄山遺址 （页面存档备份，存于）文化部文化資產局 國家文化資產
13. ↑  土地公山考古遺址 （页面存档备份，存于）文化部文化資產局 國家文化資產
14. ↑  七家灣遺址 （页面存档备份，存于）文化部文化資產局 國家文化資產
15. ↑  營盤口遺址 淹沒水泥叢林中 （页面存档备份，存于）謝幸恩 中國時報 2013-06-14
16. ↑  臺北都會區大眾捷運系統新莊線新莊機廠頂埤角史前遺址調查：調查報告/臺灣記憶臺北市捷運工程局（國家圖書館） 1998-08
17. ↑  大園尖山遺址 （页面存档备份，存于）  國家文化資產
18. ↑  桃市虎頭山公園，發現2800年前遺址，臺大考古團隊挖到陶器、玉環，推斷當時族群屬林口臺地植物園文化人陳中興 國語日報 2017-09-20
19. ↑  大城小事》史前遺址 城市裡考古 （页面存档备份，存于）信傳媒 2020-10-18
20. ↑  新屋區榕樹下遺址在臺灣史前史的重要性 （页面存档备份，存于）桃園文獻 2019-09（國家文化記憶庫 文化部）
21. ↑  桃園縣文化資產導覽手冊：漫步桃花源 （页面存档备份，存于）典藏台灣／中央研究院 數位文化中心
22. ↑  觀音鄉塔腳社區發展協會 （页面存档备份，存于）文化部
23. ↑  香山南港遺址／新竹市志（第一卷） （页面存档备份，存于）新竹市政府（國家文化記憶庫 文化部）
24. ↑  紅毛港系統／新竹市志（第一卷） （页面存档备份，存于）新竹市政府（國家文化記憶庫 文化部）
25. ↑  從考古學談區域史研究-以桃竹苗為例／文史學苑（第一期） （页面存档备份，存于）竹塹大學 1995-04-15（國家文化記憶庫 文化部）
26. ↑  營埔遺址試挖掘 （页面存档备份，存于）何傳坤 劉克竑 自然與人文數位博物館 2006
27. ↑  牛罵頭遺址 （页面存档备份，存于）臺中市政府 國家文化資產
28. ↑  七家灣遺址 （页面存档备份，存于）臺中市政府 國家文化資產
29. ↑   (PDF) (报告). 執行：社團法人中華民國國家公園學會；主持：顏廷伃；協同主持：劉益昌. 雪霸國家公園管理處. 2017-12  [2022-07-05]. （原始内容存档 (PDF)于2022-07-05）.
30. ↑  惠來遺址 （页面存档备份，存于）臺中市政府 國家文化資產
31. ↑  清水中社遺址 （页面存档备份，存于）臺中市政府 國家文化資產
32. ↑  安和考古遺址 （页面存档备份，存于）臺中市文化資產處 國家文化資產
33. ↑  麻糍埔遺址 （页面存档备份，存于）臺中市文化資產處 國家文化資產
34. ↑  西大墩遺址 （页面存档备份，存于）臺中市政府 國家文化資產
35. ↑  彰化市牛埔遺址彰化縣文化局 國家文化資產
36. ↑  古坑‧大坪頂 遺址 （页面存档备份，存于）雲林縣政府 國家文化資產
37. ↑  古笨港遺址 （页面存档备份，存于）雲林縣政府 國家文化資產
38. ↑  .   [2018-10-28]. （原始内容存档于2020-09-15）.
39. ↑  .   [2018-10-28]. （原始内容存档于2020-09-15）.
40. ↑  .   [2018-10-28]. （原始内容存档于2020-09-15）.
41. ↑  曲冰考古遺址 （页面存档备份，存于）文化部文化資產局 國家文化資產
42. ↑  水蛙窟考古遺址 （页面存档备份，存于）南投縣政府 國家文化資產
43. ↑  大馬璘考古遺址 （页面存档备份，存于）南投縣政府 國家文化資產
44. ↑  早期人類聚落史的考古學研究（一）東埔一鄰遺址高有德 中研院史言所/玉山國家公園
45. ↑  東埔一鄰/景觀據點 （页面存档备份，存于）玉山國家公園
46. 1 2 3  <史前時代> （页面存档备份，存于），嘉義縣志《沿革志》。
47. ↑  魚寮遺址 （页面存档备份，存于）嘉義縣政府 國家文化資產
48. 1 2  何傳坤、洪玲玉，〈淺談阿里山史前鄒文化〉 （页面存档备份，存于），《國立科學博物館簡訊》175期，民國91年。
49. 1 2  汪明輝，〈鄒族之民族發展:歷史建構鄒族，鄒族建構歷史〉 （页面存档备份，存于），財團法人鄒族文化藝術基金會。
50. 1 2  阿里山山脈與鄒文化 （页面存档备份，存于），自然與人文數位博物館，國立自然科學博物館．數位典藏國家型科技計畫。
51. ↑  道爺古墓 （页面存档备份，存于）臺南市政府 國家文化資產
52. ↑  道爺南糖廍遺址 （页面存档备份，存于）臺南市政府 國家文化資產
53. ↑  南關里東及右先方遺址 （页面存档备份，存于）臺南市政府 國家文化資產
54. ↑  五間厝南遺址 （页面存档备份，存于）臺南市政府 國家文化資產
55. ↑  新市．木柵遺址 （页面存档备份，存于）臺南市政府 國家文化資產
56. ↑  旗竿地遺址 （页面存档备份，存于）臺南市政府 國家文化資產
57. ↑  瘦砂遺址 （页面存档备份，存于）臺南市政府 國家文化資產
58. ↑  左營舊城考古遺址高雄市政府文化局 國家文化資產
59. ↑  內惟﹝小溪貝塚﹞考古遺址高雄市政府文化局 國家文化資產
60. ↑  東沙考古遺址 （页面存档备份，存于）高雄市政府文化局 國家文化資產
61. ↑  萬山岩雕群考古遺址 （页面存档备份，存于）高雄市政府文化局 國家文化資產
62. ↑  鳳鼻頭（中坑門）考古遺址 （页面存档备份，存于）文化部文化資產局 國家文化資產
63. ↑  Blihun漢本考古遺址 （页面存档备份，存于）文化部文化資產局 國家文化資產
64. ↑  丸山考古遺址 （页面存档备份，存于）文化部文化資產局 國家文化資產
65. ↑  富世考古遺址 （页面存档备份，存于）花蓮縣政府 國家文化資產
66. ↑  支亞干(萬榮．平林)考古遺址 （页面存档备份，存于）花蓮縣政府 國家文化資產
67. ↑  【#尋miing紀遺】EP7｜與遺址共生共存，跟我們一起來當個考古家吧！@titv8932 （页面存档备份，存于）原視 TITV+ 2022-08-19
68. ↑  Satokoay（舞鶴）考古遺址花蓮縣政府 國家文化資產
69. ↑  公埔考古遺址花蓮縣政府 國家文化資產
70. ↑  八仙洞考古遺址 （页面存档备份，存于）文化部文化資產局 國家文化資產
71. ↑  都蘭遺址 （页面存档备份，存于）臺東縣政府 國家文化資產
72. ↑  巴蘭遺址 （页面存档备份，存于）臺東縣政府 國家文化資產
73. ↑  卑南考古遺址文化部文化資產局 國家文化資產
74. ↑  舊香蘭遺址 （页面存档备份，存于）臺東縣政府 國家文化資產
75. ↑  七美史前石器製造場考古遺址群（包含南港遺址第一、二、三、四地點、東湖遺址、西北灣遺址、西湖遺址）澎湖縣政府文化局 國家文化資產
76. ↑  熾坪隴遺址 （页面存档备份，存于）連江縣政府 國家文化資產
77. ↑  亮島島尾遺址 （页面存档备份，存于）連江縣政府 國家文化資產